# 笠野衣美
笠野 衣美（かさの えみ、1964年5月17日 - ）は、アナウンサー。
和歌山県海南市出身。血液型はAB型。和歌山大学教育学部卒業後、テレビ宮崎に入社。
その後、地元のテレビ和歌山、和歌山放送に移籍している。

## 現在の出演番組
- ボックス水曜日、木曜日
- wbsニュース5金曜日

但し、月曜から木曜司会の寺門秀介アナウンサー兼ニュースデスクが取材で出演出来ない時には不定期で代役参加することもある

## 過去の出演番組

### テレビ和歌山
- おはよう和歌山
- くらし○得情報
- ニュースライフラインわかやま
- @あっと!テレわか

### 和歌山放送
- ニュースde和歌山 ちょくダネ。（和歌山放送　月・火曜）

その他ナレーターや、テレビ和歌山の電話保留音なども担当